# Russelia cora
Russelia cora là một loài thực vật có hoa trong họ Mã đề. Loài này được Mendez-L. & O. Téllez miêu tả khoa học đầu tiên.